# Omnisciència
L'omnisciència és una característica usualment atribuïda al déu monoteista que el porta a un coneixement absolut, a saber tot allò que passa (què s'esdevindrà i què ha succeït). El concepte s'enfronta a contradiccions lògiques i paradoxes d'una manera similar al terme d'omnipotència, i és un problema per a sostenir la llibertat inherent a l'ésser humà: com pot ser una persona lliure de triar entre dues opcions si Déu ja coneix què farà? No està predestinat en certa manera?
Les respostes a aquesta pregunta són múltiples:
- Déu sap què farà la persona, perquè el lliure albir significa només que l'home està lliure de coercions i que pot actuar seguint la seva voluntat, però la divinitat ja coneix quin camí escollirà (hi ha doncs un destí marcat que només Déu coneix i pot revelar).
- Déu coneix tot, inclòs l'ésser humà; per tant, sap com actuarà en determinades circumstàncies, però no hi influeix.
- Déu només coneix allò que tria conèixer i deixa llibertat a l'ésser humà per actuar, tot i que podria avançar-se (omnisciència inherent i no total).
- Déu està fora del temps, plantejar-se si sap què farà un ésser en un moment posterior no té sentit perquè per a la divinitat tot transcorre en l'eternitat (solució escolàstica de Tomàs d'Aquino).

El terme s'ha usat en la literatura per referir-se a un narrador que coneix i descriu tot allò que fan i pensen els personatges, tot i no formar part d'ella. Aquest narrador descriu en tercera persona i no intervé amb la seva veu dins la història, excepte en algunes ocasions que formula una interrogació o exclamació retòrica. En narratologia es prefereix el terme més exacte de "focalització zero".